# Longeville-lès-Saint-Avold
 Longeville-lès-Saint-Avold  es una población y comuna francesa, en la región de Lorena, departamento de Mosela, en el distrito de Boulay-Moselle y cantón de Faulquemont.

## Demografía
| 3096 | 3170 | 3372 | 3664 | 3690 | 3750 |
| Para los censos de 1962 a 1999 la población legal corresponde a la población sin duplicidades (Fuente: INSEE [Consultar]) |      |      |      |      |      |